# Randy Gardner
Randy Gardner (San Diego; 19 de octubre de 1946) es un hombre estadounidense que posee el récord documentado científicamente de ser el ser humano que ha durado más tiempo despierto sin ningún tipo de estimulantes. En 1964, con 17 años de edad y siendo estudiante del instituto Alta en San Diego, California, Gardner se quedó despierto durante 264 horas (11 días), rompiendo el récord anterior de 260 horas en poder de Tom Rounds de Honolulú.
La marca de Gardner fue batida pocos meses después por Toimi Soini, un hombre finlandés, que se mantuvo despierto por 276 horas (11+1⁄2 días). También hay reportes no confirmados de personas que supuestamente lograron mantenerse despiertas mucho más tiempo. Sin embargo, el caso de Garder sigue siendo generalmente reconocido por la comunidad científica como la marca máxima ya que fue el único en ser seguido de forma precisa por un grupo de investigadores del sueño desde su inicio.

## Detalles
Por ese entonces el récord de permanecer despierto lo tenía un hombre de Honolulú, Tom Rounds, quien había estado sin dormir durante 260 horas.
Naturalmente, su reto llamó la atención de muchos neurocientíficos, que vieron en él la posibilidad de estudiar la evolución de la salud de una persona que pasa varios días de privación de sueño. Por eso, al momento de iniciar con el experimento, un equipo de neurocientíficos, encabezado por el doctor William Dement, se encargó de monitorear sus signos vitales y a escribir un informe detallado sobre su evolución.
El teniente comandante John J. Ross, que controlaba la salud de Gardner, reportó que tras siete días sin dormir, el joven empezó a sufrir de alucinaciones visuales, memoria a corto plazo y problemas de concentración; aunque, curiosamente, William Dement aseguró que al décimo día el joven aún mantenía sus reflejos y que lo venció en una partida de pinball. Al undécimo día, cuando se le pidió que restara siete repetidamente, empezando por 100, se detuvo en 65. Cuando se le preguntó por qué había parado, respondió que había olvidado lo que estaba haciendo.

### Efectos a la salud
Randy durmió 14 horas y 46 minutos tras terminado el experimento. Se despertó naturalmente alrededor de las 8:40 p. m. y permaneció despierto hasta aproximadamente las 7:30 p. m. del día siguiente, cuando durmió 10 horas y media más. Un chequeo médico realizado seis semanas después reveló que no le habían quedado secuelas, ni físicas ni psíquicas (mentales). Se ha afirmado que el experimento de Gardner demostró que la privación extrema del sueño tiene poco efecto, aparte de los cambios de humor asociados con el cansancio. Gardner informó décadas más tarde que empezó a experimentar insomnio grave. Se desconoce si el padecimiento tiene alguna relación con el experimento.

## Registro del récord
Según informes de prensa, el récord de Gardner se ha batido en varias ocasiones, como se describe a continuación a modo de comparación. Sin embargo, el caso de Gardner sigue siendo reconocido de forma general por la comunidad científica como la marca máxima por ser el único ampliamente documentado. Investigadores del sueño han reafirmado esta elección alegando que es difícil determinar la precisión de un período de privación del sueño a menos que se observe cuidadosamente al paciente para detectar microsueños cortos, que el participante podría ni siquiera notar. Además, el libro de los récords Guinness retiró la marca de mayor tiempo despierto por temor a que los participantes sufran efectos nocivos, por lo que actualmente es aún más difícil constatar la veracidad de afirmaciones de índole similar.
Algunas fuentes informan que el récord de Gardner fue batido un mes después por Toimi Soini, de Hamina, Finlandia, quien permaneció despierto durante 11 días y 12 horas, o 276 horas desde el 5 al 15 de febrero de 1964. En 1969, Bertha Van Der Merwe, ama de casa sudafricana de 52 años, supuestamente pasó 282 horas, u 11 días y 18 horas, sin dormir. En 1974, Roger Guy English, de California, afirmó haber permanecido despierto durante 288 horas, o 12 días, aunque aclaró que usó café como estimulante. El 2 de mayo de 1977, el libro de los récords Guinness reportó que la británica Maureen Weston habría batido el récord después de presuntamente permanecer despierta durante 449 horas, o 18 días. En 1986, el libro de los récord Guinness hizo la última actualización de la marca, dándosela a Robert McDonald, de Mariposa, California, quien se habría mantenido despierto durante 453 horas, o 18 días y 21 horas.